# Université de la ville de Dublin

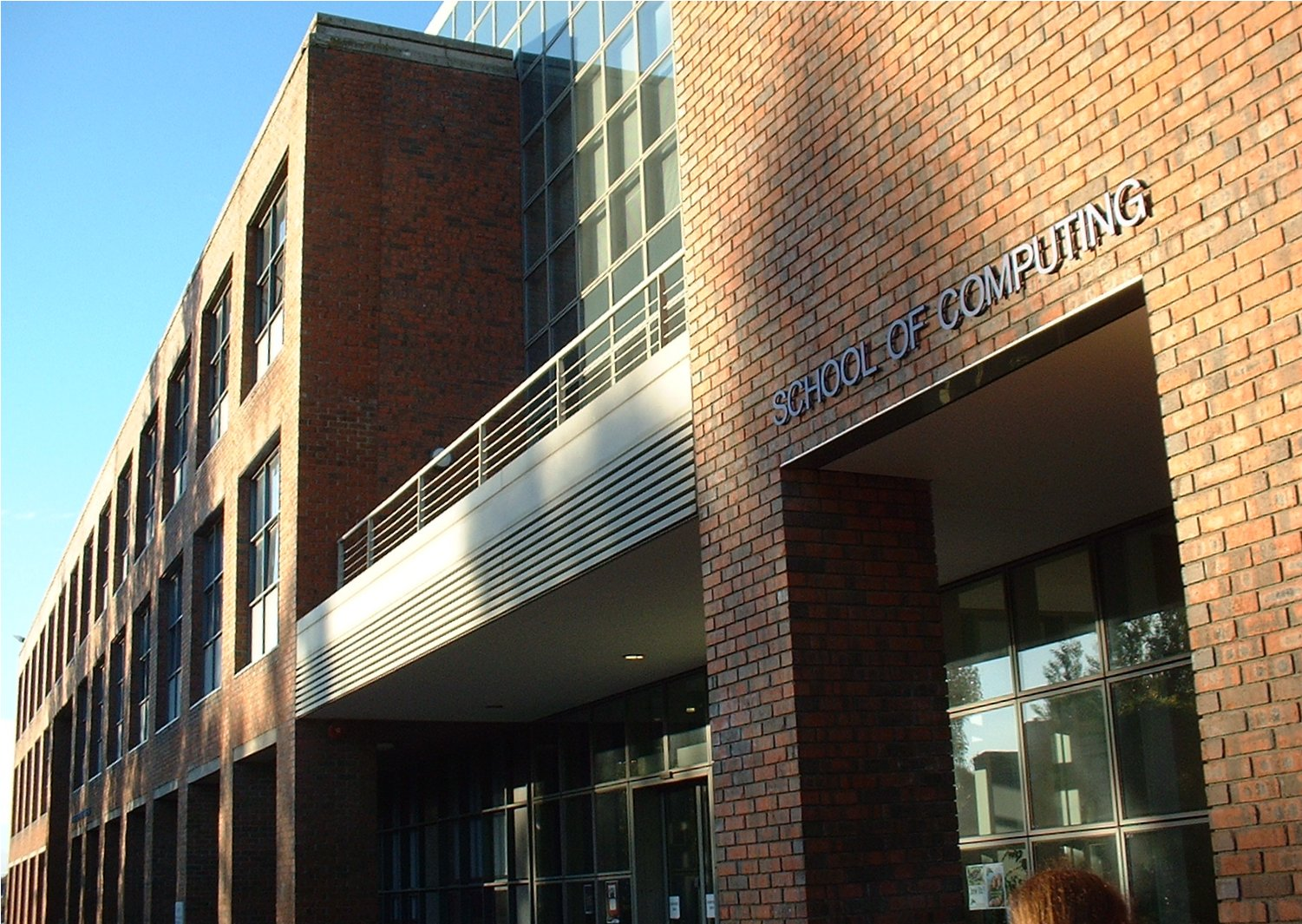
Campus de l'université de la ville de Dublin (School of Computing).

Pour les articles homonymes, voir DCU.
L'université de la ville de Dublin (en irlandais : Ollscoil Chathair Bhaile Átha Cliath ; en anglais : Dublin City University ou DCU) est une université irlandaise fondée en 1980 et située à Dublin dans le quartier de Glasnevin.

## Historique
En septembre 2002 a été inauguré sur le campus de l'université de la ville de Dublin The Helix, un centre artistique national regroupant la plus grande salle de concert d'Irlande, une salle de spectacle et une scène de théâtre.

## Pôles
L'université de la ville de Dublin est une université multidisciplinaire organisée autour de quatre pôles : 
- économie avec la DCU Business School
- science et santé avec la faculty of science & health
- ingénierie et informatique avec la faculty of engineering & computing
- lettres et sciences humaines avec la faculty of humanities & social sciences